# Bavoryně
Bavoryně è un comune della Repubblica Ceca facente parte del distretto di Beroun, in Boemia Centrale.